# Nickolas Zukowsky
Nickolas  « Nick » Zukowsky, né le 3 juin 1998 à Sainte-Lucie-des-Laurentides (Québec), est un coureur cycliste canadien. 

## Biographie
Nickolas Zukowsky pratique d'abord le ski de fond durant son enfance. Il participe ensuite à ses premières courses en VTT à sept ans. Après un déménagement à Tucson en août 2015, il décide de se consacrer au cyclisme sur route.
En 2016, il se classe notamment quatrième du Tour de l'Abitibi. La même année, il représente son pays lors des championnats du monde de Doha. En 2017, il est quatrième du championnat du Canada du contre-la-montre juniors (moins de 19 ans). Il rejoint ensuite l'équipe continentale canadienne Silber. Toujours la même année, il participe encore à l'épreuve sur route des championnats du monde (moins de 23 ans), qu'il est le seul Canadien à terminer.

En 2018, il remporte le classement général de la Tucson Bicycle Classic. Il devient par ailleurs champion du Canada du critérium en catégorie élite et espoir (moins de 23 ans). 
En 2019, il rejoint la nouvelle équipe continentale Floyd's Pro Cycling, montée à l'initiative de Floyd Landis. Dans le calendrier continental UCI, il se distingue en remportant le Grand Prix cycliste de Saguenay. Il termine également troisième du Tour of the Gila et du Tour de Beauce, neuvième du Chrono Kristin Armstrong ou encore quatorzième du Tour de Langkawi.

## Palmarès
- 2016
  - 3e du championnat du Canada du contre-la-montre juniors
- 2017
  - Grand Prix de Saint-Calixte
  - 2e du championnat du Canada du contre-la-montre espoirs
- 2018
  -  Champion du Canada du critérium
  -  Champion du Canada du critérium espoirs
  - Classement général de la Tucson Bicycle Classic
  - 2e du championnat du Canada du contre-la-montre espoirs
- 2019
  -  Champion du Canada sur route espoirs
  - Grand Prix cycliste de Saguenay : 
    - Classement général
    - 1re étape

  - 2e de la Tucson Bicycle Classic
  - 3e du championnat du Canada du contre-la-montre espoirs
  - 3e du championnat du Canada sur route
  - 3e du Tour of the Gila
  - 3e du Tour de Beauce
- 2022
  - 2e de la Maryland Cycling Classic
- 2023
  -  Champion du Canada sur route

## Résultats sur les grands tours

### Tour d'Italie
1 participation
- 2025 : abandon (4e étape)

## Classements mondiaux
| Année                                 | 2017  | 2018  | 2019 | 2020  | 2021 | 2022 | 2023 | 2024  |
| ------------------------------------- | ----- | ----- | ---- | ----- | ---- | ---- | ---- | ----- |
| Classement mondial                    | 2109e | 1005e | 456e | 1932e | 618e | 288e | 441e | 1919e |
| UCI America Tour                      | 290e  | 65e   | 46e  | 185e  | 64e  | 23e  | 40e  | nc    |
|                                       |       |       |      |       |      |      |      |       |
| Légende : nc = non classéSource : UCI |       |       |      |       |      |      |      |       |